# مجید لیلاجی
مجید لیلاجی (زاده ۱۳۵۴ در تهران) طراح صحنه و لباس ایرانی است.

## زندگی هنری
مجید لیلاجی در ۳ تیر سال ۱۳۵۴ در تهران زاده شد. او دیپلم هنرهای نمایشی از هنرستان صدا و سیما دارد و دارای مدرک کارشناسی هنرهای نمایشی با گرایش طراحی صحنه و لباس (صحنه آرایی) از دانشگاه هنر و معماری است . اولین حضور وی به عنوان طراح صحنه و لباس در فیلم «پابرهنه در بهشت» بوده‌است که نامزدی دریافت جوایزی را برای او به همراه داشت. او در حال حاضر به عنوان طراح صحنه و لباس در فیلم‌ها، سریال‌ها و تئاترهای مختلف حضور دارد.

## فعالیت هنری
- عضو انجمن طراحان هنری فیلم ایران
- دبیر شورای مرکزی انجمن طراحان فیلم ایران از ۱۳۸۹ تا ۱۳۹۴
- نایب رئیس شورای مرکزی انجمن طراحان فیلم ایران از ۱۳۹۴
- سه دوره داوری جشن بزرگ سینمای ایران
- داور «جشن مدال خورشیدی» ۱۳۹۵
- عضو هیأت داوران «دومین دوره‌ سمپوزیوم بین المللی طراحی صحنه و لباس تهران» ۱۳۹۷[۳]

## جوایز
- کاندید سیمرغ بلورین بهترین طراحی صحنه و لباس برای فیلم «پابرهنه در بهشت» در بیست و پنجمین دوره جشنواره فیلم فجر[۴]
- کاندید بهترین طراحی صحنه و لباس برای فیلم «پابرهنه در بهشت» در یازدهمین جشن خانه سینما[۵]
- کاندید بهترین طراحی صحنه و لباس برای فیلم «پابرهنه در بهشت» در جشن دنیای تصویر[۶]
- کاندید بهترین طراحی صحنه و لباس برای فیلم «فراموشی» در اولین جشنواره فیلم‌های ویدئویی تلویزیون[۷]
- کاندید بهترین طراحی لباس در فیلم «زاپاس» در جشن خانه سینما[۸]
- نامزد برترین طراحی صحنه سال برای سریال «نفس گرم» در دومین دوره مراسم مدال خورشیدی[۹]

## آثار
- فیلم‌های سینمایی

| ردیف | نام فیلم          | کارگردان          | تهیه‌کننده            |
| ---- | ----------------- | ----------------- | -------------------- |
| ۱    | پابرهنه در بهشت   | بهرام توکلی       | بنیاد فارابی         |
| ۲    | نسل جادویی        | ایرج کریمی        | جهانگیر کوثری        |
| ۳    | روابط             | ایرج کریمی        | سیدکمال طباطبایی     |
| ۴    | Niloofar          | Sabine El Gemayel | فرشته طائرپور        |
| ۵    | دلخون             | محمد رحمانی       | مسعود اطیابی         |
| ۶    | تاکسی نارنجی      | ابراهیم وحیدزاده  | ابراهیم وحیدزاده     |
| ۷    | نخودی (فیلم)      | جلال فاطمی        | فرشته طائرپور        |
| ۸    | یک عاشقانه ساده   | سامان مقدم        | سامان مقدم           |
| ۹    | دلتنگی‌های عاشقانه | رضا اعظمیان       | محمدرضا شرف‌الدین     |
| ۱۰   | ساکن طبقه وسط     | شهاب حسینی        | سماواتی              |
| ۱۱   | رخ دیوانه         | ابوالحسن داوودی   | ابوالحسن داوودی      |
| ۱۲   | طعم شیرین خیال    | کمال تبریزی       | محمدعلی حسین‌نژاد     |
| ۱۳   | خورشید نیمه‌شب     | شبیر شیرازی       | شهاب حسینی           |
| ۱۴   | زاپاس             | برزو نیک نژاد     | سید امیر پروین حسینی |
| ۱۵   | برف سرخ           | بهرام توکلی       | ردایی                |

- فلیم‌های تلویزیونی

| ردیف | نام فیلم    | کارگردان         | تهیه‌کننده       |
| ---- | ----------- | ---------------- | --------------- |
| ۱    | بی پایان    | کاوه سجادی حسینی | علیرضا رئیسیان  |
| ۲    | آغاز یک روز | بهرام توکلی      | پژمان لشکری پور |
| ۳    | فراموشی     | مسعود مددی       | مهدی کریمی      |
| ۴    | انگشتر      | جمال حاتمی       | مجیدی           |

- سریال

| ردیف | نام سریال                   | کارگردان         | تهیه‌کننده            |
| ---- | --------------------------- | ---------------- | -------------------- |
| ۱    | بچه‌های خیابان               | همایون اسعدیان   | همایون اسعدیان       |
| ۲    | ساعت شنی (مجموعه تلویزیونی) | بهرام بهرامیان   | ؟                    |
| ۳    | باغ مظفر                    | مهران مدیری      | حمید و مجید آقاگلیان |
| ۴    | جستجوگران                   | محمدعلی سجادی    | منوچهر شاهسواری      |
| ۵    | نفس گرم                     | محمدمهدی عسگرپور | سید محمود رضوی       |
| ۵    | سرزمین کهن                  | کمال تبریزی      | محمد مسعود           |

- تئاتر

| ردیف | نام نمایش              | کارگردان        | تهیه‌کننده       |
| ---- | ---------------------- | --------------- | --------------- |
| ۱    | اخرین بازی             | محمود استادمحمد | محمود استادمحمد |
| ۲    | بوی قهوه و بلال و کباب | احسان کرمی      | فرشته طائرپور   |
| ۳    | اعتراف                 | شهاب حسینی      | شهاب حسینی      |